# L'art de la flûte des Andes
L'art de la flûte des Andes es un disco recopilatorio de Los Calchakis, editado en 1997 con el sello francés ARION.

## Lista de canciones
| Tema musical            | Recogido en el disco:                        |
| ----------------------- | -------------------------------------------- |
| Charanguito             | Disque d'or 1970                             |
| Jilguerito              | Disque d'or 1970                             |
| Peregrino soy           | Flutes, harpes et guitares indiennes 1968    |
| La cocinerita           | Flutes, harpes et guitares indiennes 1968    |
| La esdrújula            | Flutes, harpes et guitares indiennes 1968    |
| Imanaska                | La flute indienne a travers les siècles 1973 |
| Dos sikuris             | Mystere des Andes 1971                       |
| Bailecito de Manzanares | La flute indienne par le disque 1971         |
| Trutruka y kenacho      | Mystere des Andes 1971                       |
| Despedida               | Les flutes de l'Empire Inca 1975             |
| Vuelta y vuelta         | Les flutes de l'Empire Inca 1975             |
| Llamada de pastoreo     | Flutes, harpes et guitares indiennes 1968    |
| La cigarra              | Cantata Mundo Nuevo 1977                     |
| Contrabandeando         | Les Calchakis en scene 1972                  |
| Vallecito               | Toute l'Argentine 1976                       |
| Huamachuco              | Les flutes de l'Empire Inca 1975             |
| Hirpastay               | Toute l'Amerique indienne 1969               |
| Camiri                  | La flute indienne par le disque 1971         |
| Carnaval y Navidad      | La misa criolla 1976                         |
| Kasarasiri              | La flute indienne par le disque 1971         |
| Perdí mi ruta           | Flutes, harpes et guitares indiennes 1968    |
| Tutallamanta            | La flute indienne a travers les siècles 1973 |
| Diablos en marcha       | Au pays de la diablada 1979                  |
| La cumbreña             | La flute indienne par le disque 1971         |